# Ronde van Duitsland 1949
De  Groene Band van IRA 1949 was de 11e editie van de Ronde van Duitsland. Titelverdediger was de Duitser Phillip Hilbert. Voor het eerst sinds de editie van 1939 was er weer een bergklassement, deze werd de Alteburg bergrpijs genoemd en omvatte 5 gecategoriseerde beklimmingen. Deze editie werd gedomineerd door drie renners. Harry Saager won geen enkele etappe, maar won met ruim 5 minuten voorsprong het eindklassement. De 2e plaats ging naar Erich Bautz, die in 1947 deze koers wist te winnen. Hij pakte tevens het bergklassement. De 3e plaats ging naar Reinhold Steinhilb, die 1 etappe wist te winnen. 

## Etappeschema
| Etappe     | Datum   | Start – Finish                           | km    | Etappewinnaar          | Klassementsleider |
| ---------- | ------- | ---------------------------------------- | ----- | ---------------------- | ----------------- |
| 1. Etappe  | 9 Juli  | Hamburg – Hannover                       | 242,1 | Werner Richter         | Werner Richter    |
| 2. Etappe  | Juli    | Hannover – Bielefeld                     | 302   | Gerhard Stubbe         | Gerhard Stubbe    |
| 3. Etappe  | Juli    | Bielefeld – Dortmund                     | 214   | Siegfried Grigat       | Gerhard Stubbe    |
| 4. Etappe  | Juli    | Dortmund – Köln                          | 266   | Reinhold Steinhilb     | Harry Saager      |
| 5. Etappe  | Juli    | Köln – Frankfurt am Main                 | 216   | Konrad Keßler          | Harry Saager      |
| 6. Etappe  | Juli    | Frankfurt am Main – Mannheim             | 186   | Karl Weimer            | Harry Saager      |
| 7. Etappe  | Juli    | Mannheim – Freiburg                      | 285,7 | Sepp Berger            | Harry Saager      |
| 8. Etappe  | Juli    | Freiburg – Waldshut                      | 144   | Matthias Pfannenmüller | Harry Saager      |
| 9. Etappe  | Juli    | Waldshut – Singen                        | 152   | Heinz Müller           | Harry Saager      |
| 10. Etappe | Juli    | Singen – Wangen                          | 156   | Peter Schulte          | Harry Saager      |
| 11. Etappe | Juli    | Wangen – Garmisch-Partenkirchen          | 192   | Günther Pankoke        | Harry Saager      |
| 12. Etappe | Juli    | Garmisch-Partenkirchen – Bad Reichenhall | 253   | Philipp Hilbert        | Harry Saager      |
| 13. Etappe | 23 Juli | Bad Reichenhall – München                | 224   | Sepp Berger            | Harry Saager      |

## Eindklassement
|   | Renner             | Tijd        |
| - | ------------------ | ----------- |
| 1 | Harry Saager       | 85h 15' 02" |
| 2 | Erich Bautz        | + 5' 30"    |
| 3 | Reinhold Steinhilb | + 9' 31"    |

## Bergklassement
|   | Renner      | Punten    |
| - | ----------- | --------- |
| 1 | Erich Bautz | 31 punten |